# Азизов, Домулло
Домулло́ Ази́зов (2 [15] марта 1913 — 24 октября 1943) — участник освобождения Беларуси от немецко-фашистских захватчиков в годы Великой Отечественной войны, командир пулемётного расчёта 120-го стрелкового полка 69-й стрелковой дивизии 65-й армии Центрального фронта, Герой Советского Союза (1943), младший сержант.

## Биография
Родился в кишлаке Костакоз (ныне Хистеварз, Согдийская область Таджикистана). Кандидат в члены КПСС. С 1935 года работал учителем на родине.
С апреля 1942 года на фронте Великой Отечественной войны. Воевал в составе 69-й стрелковой дивизии 65-й армии 1-го Белорусского фронта. Младший сержант Д. Азизов особо отличился при форсировании Днепра в Лоевском районе. 120-му стрелковому полку, в котором служил командиром пулемётного расчёта Азизов, был дан приказ 15 октября 1943 года начать форсирование Днепра. На комсомольском полковом собрании было решено создать комсомольскую десантную группу, которой первой поручалось переправиться через реку. В составе десантной группы 15 октября 1943 года в числе первых переправился через реку, ворвавшись во вражескую траншею, гранатой ликвидировал расчёт станкового пулемёта и огнём из захваченного пулемёта уничтожил группу автоматчиков противника.
…Когда десант приблизился к вражескому берегу, Азизов, не дожидаясь причала, выскочил из лодки и с криком «ура» по пояс в воде достиг берега, первым ворвался во вражескую траншею и гранатой уничтожил пулемётный расчёт немцев. А затем, повернув трофейный пулемёт в сторону противника, открыл огонь по разбегающейся группе фашистов. Закрепившись во вражеской траншее, отделение Азизова отбило три яростные контратаки и помогло атакующим советским частям закрепиться на занятом плацдарме.
Указом Президиума Верховного Совета СССР от 30 октября 1943 года младшему сержанту Д. Азизову присвоено звание Героя Советского Союза.
Погиб герой в боях на Лоевском плацдарме 24 октября 1943 года. Похоронен в братской могиле в д. Новая Борщевка Лоевского района Гомельской области.

## Награды
- Медаль «Золотая Звезда» Героя Советского Союза (30.10.1943)[3]
- Орден Ленина (30.10.1943)
- Орден Красной Звезды (26.09.1943)[6]

## Память
- Имя Героя Д. Азизова присвоено:
  - улицам в Минске, Кистакузе;
  - колхоз и школа в Ходжентском районе (ныне территория Согдийской области);
- В городе Ленинабад (ныне Худжанд) и в кишлаке Кистакуз Герою установлены памятники.
- 22 апреля 2010 года имя Домулло Азизова присвоено школе №35 г.Минска. В здании этой школы 11 сентября 2013 года в Минске состоялось открытие бюста Героя Советского Союза Домулло Азизова.